# Spencer Fullerton Baird
Spencer Fullerton Baird, född 3 februari 1823, död 19 augusti 1887, var en amerikansk zoolog.
Baird blev professor vid Dickinson College 1846, sekreterare vid Smithsonian Institution 1850 och kommissarie för fiskerierna i USA 1871. Baird gjorde värdefulla insatser för den vetenskapliga och praktiska kännedomen om Nordamerikas fiskar.